# Saderra
Saderra es una entidad de población española del municipio de Orís, perteneciente a la provincia de Barcelona, en la comunidad autónoma de Cataluña.

## Toponimia
El lugar puede encontrarse referido como Saderra y San Marcial de Saderra.

## Historia
Hacia mediados del siglo XIX, el lugar, por entonces con ayuntamiento propio, tenía contabilizada una población de 93 habitantes. Aparece descrito en el decimotercer volumen del Diccionario geográfico-estadístico-histórico de España y sus posesiones de Ultramar de Pascual Madoz con las siguientes palabras:

SADERRA (San Marcial de): l. con ayunt. en la prov., aud. terr., c. g. de Barcelona (15 leg.), part. jud. y dióc. de Vich (8 1/4). sit. en terreno desigual, circuido de montes, á la orilla izq. del r. Ter; goza de buena ventilacion y clima algo frio, pero sano; las enfermedades comunes son fiebres intermitentes y constipados. Tiene 50 casas y una igl. parr. (San Marcelo) servida por un cura de ingreso. El térm. confina con los de San Quirse de Besora, San Pedro y San Vicente de Torelló, y Oris mediante el r. citado, á cuya parte opuesta á la pobl. se estiende un hermoso llano de 1/2 leg. de N. á S., con frondosa arboleda que presenta una deliciosa perspectiva para los que pasan por el camino que va de Vich á Ripoll; al estremo N. de este llano sigue el camino bien empedrado y construido con division de tramos, subiendo la escarpada cuesta Cogolera. El terreno es de buena calidad en general, y hay otros caminos locales ademas del citado. El correo se recibe de la carteria de San Feliú de Torelló. prod.: trigo, maiz y legumbres; cria algun ganado y caza menor, y pesca de truchas, barbos y anguilas. pobl.: 16 vec., 93 alm. cap. prod.: 1.398,400 rs. imp.: 34,960.
(Madoz, 1849, p. 613)

El municipio de Saderra desapareció de cara al censo de 1857, al incorporarse al de Orís. En 2023, la entidad singular de población de Saderra tenía empadronados 54 habitantes, todos ellos en diseminado.